# 陳虹 (澳門教育界)
陳虹（？—），澳門教育界人士，現職澳門濠江中學副校長，兼任濠江中學附屬橫琴學校執行校長。曾任兩屆澳門特别行政區立法會議員、澳區全國政協委員等公職。

## 生平
陳虹1990年代初到濠江中學任教，曾任語文教師、班主任、學生會輔導員等職務。
陳虹長期從事教育和社會服務等工作。歷任公職如下：
- 澳門特别行政區立法會議員 - 社會服務及教育界間選組別（第五、第六屆）[1]、執委會第一秘書
- 澳區全國政協委員（第十三屆）[2][3]
- 澳門中華教育會會長[4][3]
- 澳門婦女聯合總會副會長
- 澳門特區政府非高等教育委員會委員